# Sammy Braybrooke
Samuel Charles „Sammy“ Braybrooke (* 12. März 2004 in Leicester) ist ein englischer Fußballspieler, der bei Leicester City in der Premier League unter Vertrag steht.

## Karriere

### Verein
Sammy Braybrooke trat im Alter von sechs Jahren der Jugendakademie von Leicester City bei. Ab dem Jahr 2021 spielte Braybrooke für die U23-Mannschaft von Leicester in der Premier League 2. Im Februar 2022 erhielt er seinen ersten Profivertrag in Leicester. Braybrooke wurde erstmals im Oktober 2022 als Ersatzspieler für die Premier-League-Spiele gegen den AFC Bournemouth und Leeds United in den Spieltagskader von Leicester City berufen. Sein Debüt als Profi gab Braybrooke im November 2022 im EFL Cup gegen AFC Newport County, als er beim 3:0-Sieg für Wilfred Ndidi in das Spiel kam. Im Februar 2023 zog sich Braybrooke eine Verletzung des vorderen Kreuzbandes zu und fiel für längere Zeit aus.
Im Rahmen eines Leihvertrags schloss sich Braybrooke im August 2024 dem schottischen Erstligisten FC Dundee an. Braybrooke kam drei Tage nach der Verpflichtung zu seinem Debüt in der Scottish Premiership bei einem 2:2-Unentschieden gegen den FC St. Mirren. Nach insgesamt sieben Einsätzen kehrte Braybrooke im Januar 2025 zurück nach Leicester.

### Nationalmannschaft
Sammy Braybrooke absolvierte im Jahr 2021 und 2022 insgesamt elf Länderspiele für die englische U18-Nationalmannschaft. In vier dieser Spiele fungierte er als Mannschaftskapitän der „Three Lions“. Im September 2022 spielte er zum ersten Mal für die englische U19-Auswahl gegen Montenegro. Bis zum Jahresende kam Braybrooke auf drei Einsätze für die Mannschaft. Im Januar 2023 ging Braybrooke in Mexiko kurzzeitig viral, als in den Unterlagen der Premier League fälschlicherweise angegeben wurde, dass er spielberechtigt für die mexikanische Fußballnationalmannschaft sei, bevor der Fehler korrigiert wurde. Am 7. Juni 2024 gab Braybrooke sein Debüt in der englischen U20-Nationalmannschaft gegen Schweden nachdem er für Noel Buck eingewechselt wurde.